# Lliga de Catalunya-Partit Liberal Català
|  | No s'ha de confondre amb l'agrupació política catalanista fundada el 1887 i anomenada Lliga de Catalunya.. |

Lliga de Catalunya-Partit Liberal Català (LC-PLC) fou una coalició electoral catalana formada per la Lliga Liberal Catalana, d'Octavi Saltor i Salvador Millet i Bel, i Acció Democràtica, de Josep Maria Figueras i Bassols, formada per a les eleccions generals espanyoles de 1977. Pretenia ser l'hereva de la Lliga Catalana. S'adherí a la Federació de Partits Demòcrates i Liberals de Joaquín Garrigues Walker i, a través d'ella, a la Internacional Liberal, alhora que accepta l'Estatut de 1932 com a punt de partida i reconegué la legitimitat de Josep Tarradellas. Però a les eleccions, malgrat la forta despesa econòmica, només va obtenir 20.103 vots (0,66%) i es va dissoldre. La major part dels seus membres ingressaren a la Unió de Centre de Catalunya.